# Comando de Transportes Navales e Instrucción
El Comando de Transportes Navales e Instrucción (COTN), llamado Comando de Transportes Navales hasta 2024, es un comando de la Armada Argentina bajo la órbita del Comando de Adiestramiento y Alistamiento de la Armada (COAA).
La única unidad naval asignada es el rompehielos ARA Almirante Irízar, mientras que el transporte ARA Canal Beagle fue pasado al Comando Naval Anfibio y Logístico (COAL) en 2025.

## Reseña
Fue creado por Decreto 26.605 de 1948 como Dirección general, equipada por transportes, petroleros y buques de desembarco de tanques; y realizaba viajes a la Patagonia argentina. Posteriormente concretó también viajes a Chile y Brasil.
Dentro de la fuerza, sus unidades participaron en apoyo a las unidades destacadas a ejercicios internacionales como el ATLASUR (2008);  del Operativo Alfil determinado por el Consejo de Seguridad de las Naciones Unidas consistente en el bloqueo a Irak (1991); en apoyo a las fuerzas argentinas desplegadas a Haíti en misión de paz; en apoyo logísticos de reaprovisionamiento durante campañas antárticas.
En 1978 adquirió los cargueros ARA Canal Beagle, ARA Bahía San Blas y ARA Cabo de Hornos; de 10 894 t de desplazamiento a plena carga. El transporte ARA Bahía San Blas fue después pasado al Comando Naval Anfibio y Logístico (COAL).
El 16 de enero de 2019 fue resuelto el pase a la condición de radiado del transporte ARA Cabo de Hornos.
El 9 de diciembre de 2024 se formalizó el cambio a partir de 2025 del transporte ARA Canal Beagle (TRCB) al Comando Naval Anfibio y Logístico (COAL) con asiento en la Base Naval Puerto Belgrano. Queda asignado solo el rompehielos ARA Almirante Irízar (RHAI).